# Asesinatos en masa en Tykocin
Los asesinatos en masa en Tykocin ocurrieron el 25 de agosto de 1941, durante la  Segunda Guerra Mundial, donde la población judía local de Tykocin (Polonia) fue asesinada por el Einsatzkommando alemán. 

## Antecedentes
La ciudad de Tykocin fue conquistada por la Alemania nazi durante lainvasión soviética y alemana de Polonia, en virtud de su acuerdo secreto conocido como el Pacto Molotov-Ribbentrop. A finales de septiembre de 1939, la zona fue transferida por los nazis a la Unión Soviética de acuerdo con el Tratado de Límites entre Alemania y la Unión Soviética. En junio de 1941, los alemanes tomaron la ciudad en la Operación Barbarroja.     
Los alemanes inicialmente evitaron la ciudad; los polacos locales afiliados al movimiento de laDemocracia Nacional (Endecja), que antes de la guerra habían organizado boicots a los judíos, se dedicaron al saqueo sistemático de las casas de los judíos de la ciudad.
Según el testimonio del sobreviviente Menachem Turek, los alemanes instalaron a Jan Fibich, un alemán de etnia local, como alcalde. Fibich, con la ayuda de Edmund Wiśniewski, preparó una lista de supuestos comunistas judíos, que incluía a casi todos los jóvenes judíos.

## Masacre

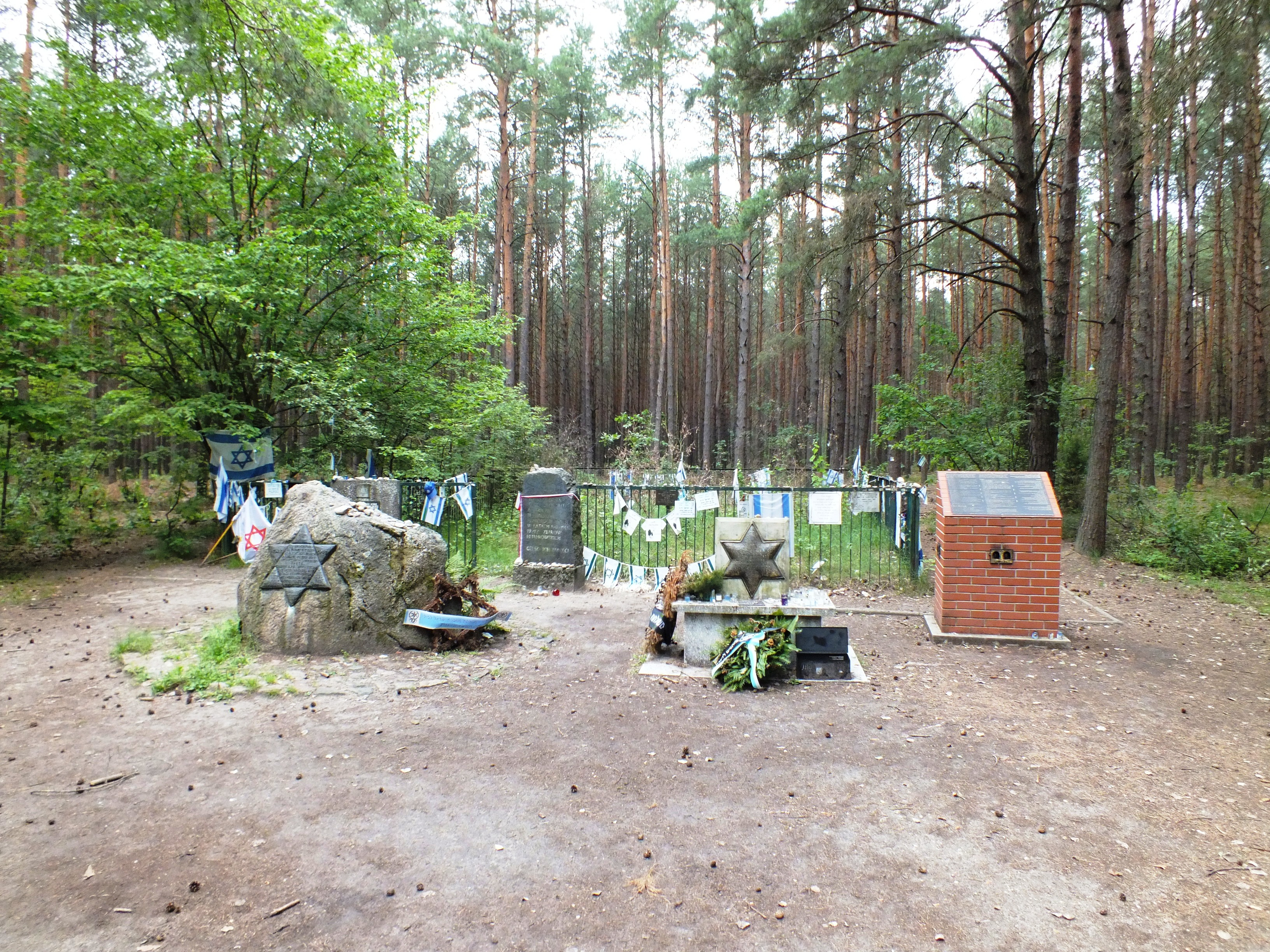
Fosa común de judíos de Tykocin, el lugar de la masacre en el bosque cerca de Łopuchowo. Fosa común marcada y monumentos que conmemoran la masacre.

La mañana del 24 de agosto, los alemanes anunciaron que los judíos deberían presentarse al día siguiente en la plaza del pueblo. En ese momento, había aproximadamente 1.400 judíos en Tykocin. El 25 de agosto, los judíos fueron detenidos en la plaza por los alemanes con la ayuda de la policía polaca. Para aplacar a la multitud, los alemanes dijeron a los judíos que iban a ser transportados al gueto de Białystok. Los hombres fueron llevados a una aldea cercana y de allí en camiones a los pozos en el bosque de Łopuchowo, y asesinados. Las mujeres y los enfermos fueron conducidos en camión a los boxes y asesinados. Los ancianos, enfermos y otras personas que no se presentaron el 25 de agosto, unos 700 en total, fueron llevados a boxes el 26 de agosto y fusilados.     
En una investigación de la Alemania Occidental, un testigo judío identificó al SS-Obersturmführer Hermann Schaper, que estaba al mando del SS Einsatzkommando, como el hombre que dirigía los disparos.
Unos 150 judíos lograron escapar de la masacre, sin embargo, la mayoría fueron entregados a los alemanes. Algunos llegaron al gueto de Białystok y compartieron el destino de los judíos allí.

## Conmemoración
En el bosque, en dónde produjo la masacre, hay cuatro monumentos. El primero, un monumento polaco de la era comunista, no contiene ninguna referencia a los judíos. El segundo y el tercero fueron erigidos por judíos estadounidenses. El cuarto, erigido gracias a los esfuerzos de Abraham Kapice, tiene la forma de la Estrella de David y está inscrito en hebreo para que los escolares israelíes puedan leerlo.